# The Reach - Caccia all'uomo
The Reach - Caccia all'uomo (Beyond the Reach) è un film del 2014 diretto da Jean-Baptiste Léonetti, basato su un romanzo di Robb White del 1972 intitolato Deathwatch.

## Trama
Ben (Jeremy Irvine) è un giovane tracker che vorrebbe frequentare l'università, ma per mancanza di possibilità economiche lavora invece come guida esperta nell'accompagnare turisti e cacciatori nel deserto del Mojave, in California. Lo stesso giorno in cui la sua fidanzata Laina (Hanna Mangan Lawrence) accetta di andare a studiare sulla costa orientale, Ben è ingaggiato da John Madec (Michael Douglas), miliardario uomo d'affari californiano, arrogante e prepotente, che sta per vendere una grande azienda americana ai cinesi, senza preoccuparsi dei suoi ottocento dipendenti che perderanno il posto di lavoro. Madec è un esperto cacciatore con una vettura fuoristrada da sei ruote, capace di attraversare il deserto disponendo di ogni comodità, da un bar per cocktail alla macchinetta del caffè espresso. John Madec si vanta che il fuoristrada è un modello tedesco unico nel suo genere, da 500.000 dollari. Insieme a Ben, il miliardario guida per un centinaio di chilometri nel deserto fino alla zona di Shiprock, perché John Madec possa cacciare il bighorn e avere l'ennesimo trofeo da esibire.
Nel frattempo rimane sempre in contatto con un telefono satellitare con i suoi soci per seguire la vendita che gli frutterà 120 milioni di dollari. Un imprevisto, però, spezza il rapporto tra Ben e John Madec: l'uomo d'affari, accecato da sole, scambia un uomo per un bighorn e gli spara un colpo di fucile, uccidendolo sul colpo. L'uomo è Charlie (Martin Palmer), un ex cowboy e minatore, un tipo solitario che gestisce una vecchia ex miniera trasformata in attrazione per turisti. Ben è sconvolto e disperato, perché conosce Charlie fin da bambino, essendo un amico del padre che ha perso. Per Madec, invece, l'uccisione di Charlie è solo un brutto contrattempo che potrebbe impedirgli di realizzare l'affare e propone a Ben di non chiamare la polizia, di seppellire il corpo dell'uomo e di dimenticare la questione. "Tanto nessuno se ne accorgerà", dice sprezzante John Madec. Per comprare il silenzio di Ben, l'uomo gli offre la possibilità di farlo entrare in un programma universitario con una borsa di studio pagata di quattro anni. Ben accetta, ma poi, colto dal rimorso, tenta di avvisare i Rangers. Tuttavia non ci riesce, perché scoperto da John Madec che lo minaccia col fucile: gli ordina di svestirsi e, a torso nudo e scalzo, lo allontana nel deserto arido incendiato dal sole e con temperature di oltre 50 °C. L'intenzione di John Madec è di raccontare alla polizia che Ben è impazzito, ha ucciso Charlie, e tentato di aggredirlo, per poi scappare nel deserto e morire per disidratazione.
Da quel momento Ben vive un incubo, braccato dallo spietato uomo d'affari che fa in modo che la guida rimanga sempre esposta al sole, senza acqua e scarpe, per vederlo morire. Ma Ben conosce molto bene il deserto, riesce a raggiungere la finta miniera di Charlie e a dissetarsi, mentre John Madec lo insegue e tenta di seppellirlo vivo dentro la miniera, lanciando un candelotto di dinamite trovato all'interno della stessa miniera. Tuttavia Ben riesce a salvarsi, recupera una fionda primordiale lasciata da Charlie nel deserto e passa all'attacco, riuscendo a colpire John Madec, a disarmarlo, a legarlo e condurlo alla stazione di polizia, dove John Madec verrà arrestato dallo sceriffo J. Robb (Ronny Cox) con l'accusa di omicidio e tentato omicidio. Ma l'uomo d'affari, che, quando ha capito di essere in trappola, ha tentato di corrompere Ben con un milione di dollari, offerto poi anche allo sceriffo, ne sa una più del diavolo: usando la scusa di andare al bagno riesce infatti a contattare un elicottero privato che viene a prelevarlo e lo porta in salvo.
Ben torna dalla sua fidanzata, promettendole di non lasciarla mai e le racconta ogni cosa. Nel corso della notte, Madec riesce ad irrompere nell'appartamento della coppia, armato di fucile, nel tentativo di uccidere Ben e Laina, ma quest'ultima gli spara con una pistola che lo stesso Ben le aveva lasciato per proteggersi, e poi Ben uccide Madec, sparandogli due volte, mettendo fine all'incubo una volta per tutte.